# Uttoran
Uttoran és una pel·lícula dramàtica bengalí del 1994 dirigida per Sandip Ray. Es va projectar a la secció Un Certain Regard al 47è Festival Internacional de Cinema de Canes. Va guanyar el National Film Award al millor guió als 41ns National Film Awards.

## Argument
Sen Gupta és un metge que només tracta pacients benestants. Quan descobreix l'Índia rural, es transforma en un individu més humà.

## Repartiment
- Lily Chakravarty
- Soumitra Chatterjee com a Dr. Sengupta
- Debatosh Ghosh com Haladhar
- Sadhu Meher com a Jatin Kundu
- Suvalakshmi com a Manashi